# Télesphore Simard
Pour les articles homonymes, voir Simard.
Télesphore Simard, né le 9 novembre 1878 à Saint-Joachim et mort le 10 mai 1955 à Québec, est un homme d'affaires et un homme politique québécois.  Il est maire de Québec du 7 décembre 1927 au 1er mars 1928.

## Biographie

### Jeunesse et carrière commerciale
Il est le fils de Louis Simard et d'Isabelle Brown. Il étudie à l'Académie commerciale de Québec. Après avoir été commis dans différents magasins, il ouvre en 1911 son propre commerce, Simard et Carmichaël.  Il prospère et achète le Syndicat de Lévis et quelques autres magasins de vêtements.

### Politique municipale
Il est élu par acclamation comme échevin du quartier Saint-Roch de Québec lors de l'élection de 1924 et de nouveau lors de celle de 1926. Après la démission du maire Valmont Martin, le conseil municipal choisit Simard, le 6 décembre 1927, comme maire pour le reste du mandat, qui se termine le 1er mars 1928.  Durant sa brève administration, la ville adopte des règlements d'emprunt pour des sommes substantielles pour financer des travaux publics, dont des modifications au système d'aqueduc et de drainage, la construction d'une annexe à l'Hôpital civique et d'un pont sur la rivière Lairet.
Il se représente à la mairie lors de l'élection du 20 février 1928 mais il est défait par Oscar Auger, qui l'emporte avec 7046 votes, alors que Simard en obtient 4752.